# Lemme (mathématiques)
Pour les articles homonymes, voir Lemme.
Un lemme, en mathématiques et en logique mathématique, est un résultat intermédiaire sur lequel on s'appuie pour conduire la démonstration d'un théorème plus important.

## Étymologie
Dans l'Antiquité grecque, lemme (en grec ancien : λῆμμα) était un terme de logique : il désignait la majeure du syllogisme, c'est-à-dire la première assertion. Dans la dialectique grecque, le lemme, le prolemme et l'épiphore sont les trois parties de l'argument.
Par extension, lemme désigne en mathématiques l'un des arguments de la preuve sans en être le fondement puis, plus généralement, un résultat intermédiaire utile à la démonstration d'un théorème.

## Principe
En effet, la méthode de démonstration d'un théorème est souvent la suivante :
1. on veut démontrer le théorème T à partir d'une certaine liste d'axiomes et d'autres résultats déjà démontrés mais cela n'a pas l'air évident au premier abord,
2. mais on se dit que, si on savait L vrai (L étant alors une autre assertion dénommée lemme), on pourrait conclure immédiatement étant donné les règles de logique admises,
3. on pose alors L comme le résultat à démontrer et on lui applique une méthode de démonstration de théorème,
4. une fois L démontré, on en déduit T.

Ce principe est notamment utilisé par les logiciels appelés assistants de preuve tels Rocq ou PVS.
Certains lemmes démontrés deviennent plus célèbres que le théorème pour lequel ils ont été créés et restent connus sous le nom « lemmes de X »,, bien que jouant habituellement un rôle de théorème.

## Lemmes célèbres
- lemme de Zorn : célèbre pour être équivalent à l'axiome du choix dans la théorie des ensembles ZF — joue donc aussi bien le rôle d'un théorème conséquence de cet axiome que celui d'une reformulation de l'axiome (donc d'un axiome) ;
- lemme de l'étoile : théorème de la théorie des langages formels, devenu plus célèbre que le théorème de l'étoile ;
- lemme des bergers ;
- lemme d'Euclide ;
- lemme de Gauss (généralisation du lemme d'Euclide) ;
- lemme de Jordan ;
- lemme d'Abel ;
- lemme de Shephard (théorie du consommateur) : la dérivée de la fonction de coût par rapport au prix donne la fonction de demande conditionnelle ou demande compensée ;
- lemme de Hotelling ;
- lemme de Goursat ;
- lemme d'Itō ;
- lemme de Yoneda.